# Aaron Mooy
Aaron Frank Mooy (Sydney, 15 de setembre de 1990), nascut Aaron Kuhlman, és un exjugador de futbol professional australià que jugava com a migcampista, el seu darrer equip fou el Celtic Football Club. Va ser internacional amb la selecció australiana.
Nascut a Sydney, Mooy va començar a jugar a futbol al New South Wales Institute of Sport i al Bolton Wanderers, abans de debutar a nivell professional al St Mirren. Va tornar a la seva ciutat natal per jugar amb el Western Sydney Wanderers el 2012, i posteriorment va fitxar pel Melbourne City, dos anys més tard. El 2016 va fitxar pel Manchester City FC, però va ser cedit immediatament al Huddersfield Town, ajudant l'equip anglès a pujar a la Premier League. El juny de 2017 va fitxar pel Huddersfield.
Mooy ha disputat 32 partits amb la selecció australiana des que va debutar el 2012, aconseguint un total de cinc gols.

## Palmarès
Western Sydney Wanderers
- Lliga australiana (1): 2012–13[3]

Huddersfield Town
- Play-offs d'ascens a la Premier League: 2016–17[4]